# Pacific Rim
Pacific Rim – amerykański fantastycznonaukowy film akcji z 2013 roku w reżyserii Guillermo del Toro.
23 marca 2018 roku odbyła się premiera sequela filmu, który został zatytułowany Pacific Rim: Rebelia.

## Fabuła
Po otwarciu się szczeliny międzywymiarowej, zwanej Wyłomem, San Francisco zostaje zaatakowane przez gigantyczne monstrum – Siekierogłowego (Axehead). Zanim US Army zabija potwora, kompletnie niszczy on cel ataku i trzy inne miasta w pobliżu. Po pewnym czasie dochodzi do następnych ataków, a nacierające stwory otrzymują własną nazwę: Kaijū. Do walki z nimi zostają powołane specjalne mechaniczne jednostki bojowe, noszące wspólną nazwę Jaeger. Potwory okazują się bowiem o tyle niebezpieczne, że nawet ich krew jest toksyczna dla środowiska. Po wprowadzeniu olbrzymich mechów sytuacja powoli się stabilizuje, do czasu aż Kaijū stają się większe, agresywniejsze i zaczynają niszczyć maszyny w boju. ONZ planuje wycofanie Jaegerów z użycia i buduje olbrzymie Mury Życia, największe budowle na Ziemi. Wtedy to jeden z biologów badających Kaijū podłącza się do podtrzymywanego przy życiu mózgu jednego z potworów i odkrywa, że wcześniejsze stwory były jedynie zwiadowcami, a niedługo na Ziemię przybędą jeszcze większe monstra.

## Obsada
- Charlie Hunnam – Raleigh Becket
- Idris Elba – Stacker Pentecost
- Rinko Kikuchi – Mako Mori
- Charlie Day – dr Newton Geiszler
- Robert Kazinsky – Chuck Hansen
- Max Martini – Herc Hansen
- Ron Perlman – Hannibal Chau
- Clifton Collins Jr. – Tendo Choi
- Burn Gorman – Herman Gottlieb
- Diego Klattenhoff – Yancy Becket[3]

## Nominacje
W 2013 roku podczas 14. edycji Golden Trailer Awards Warner Bros. było nominowane do nagrody Golden Trailer w kategorii Best Summer 2013 Blockbuster Poster. Warner Bros. było również nominowane wraz z Trailer Park w kategorii Summer 2013 Blockbuster Trailer.